# ガウヤ川

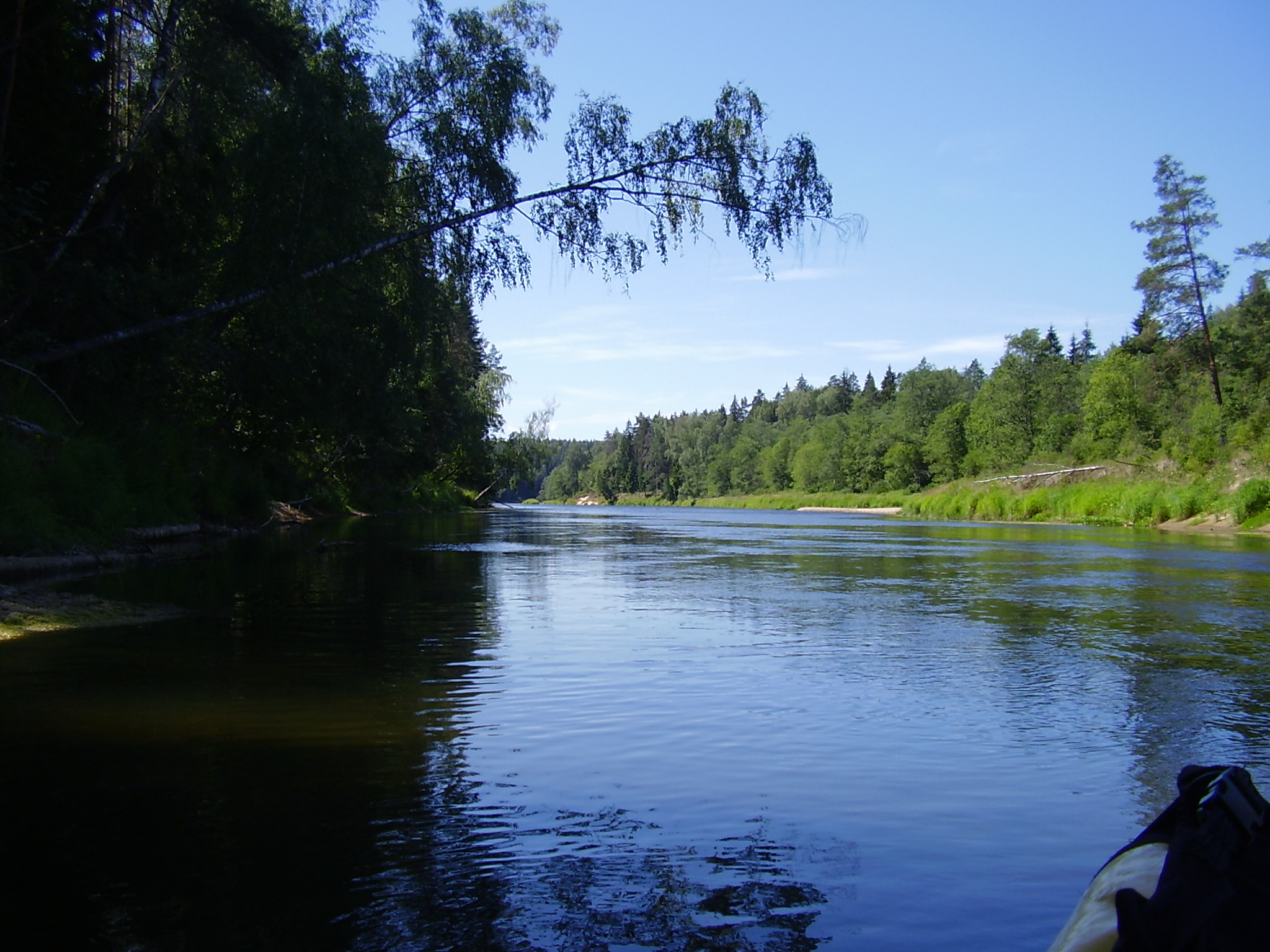
ガウヤ川

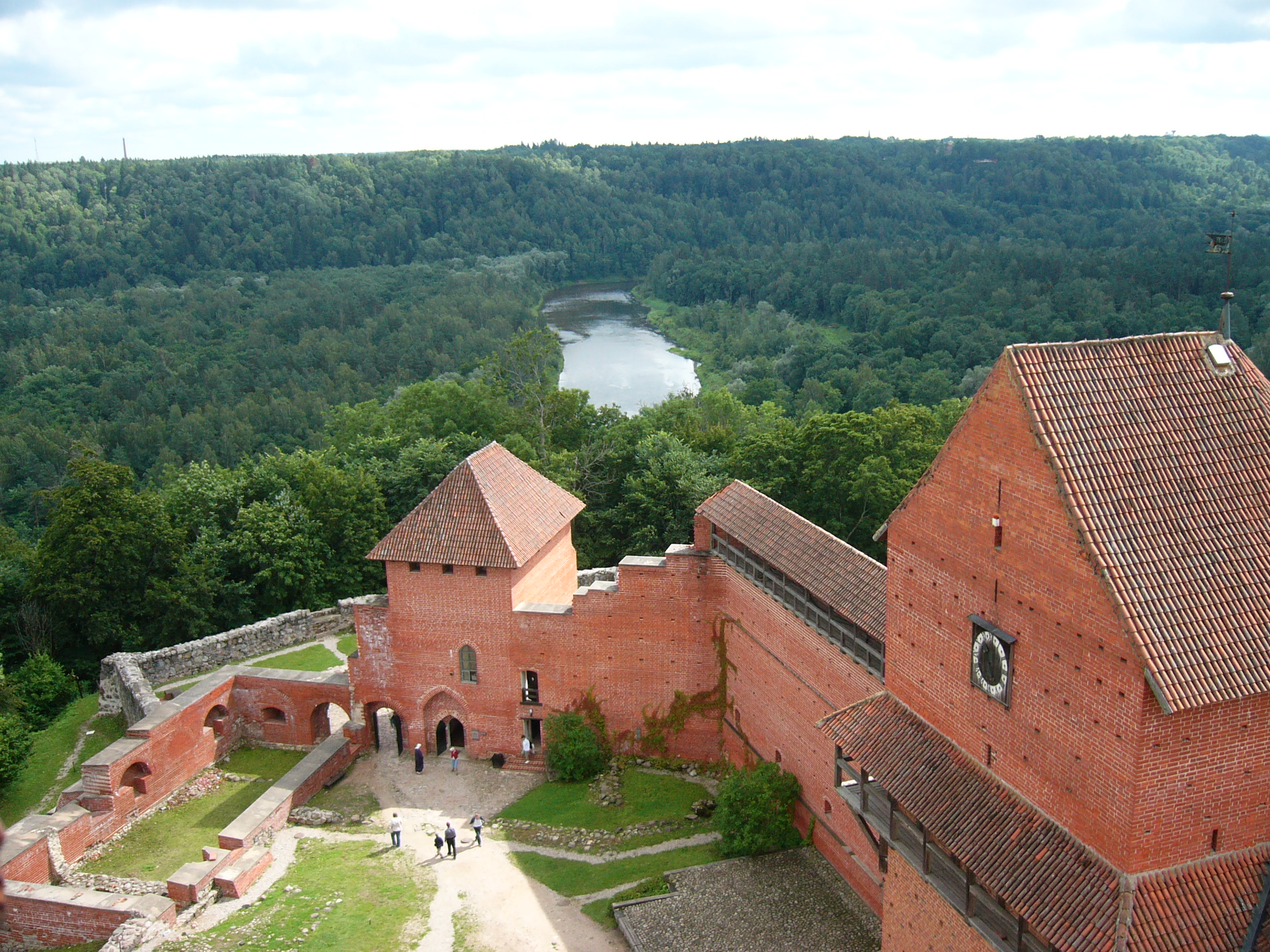
トゥライダ城（ガウヤ川沿い）

ガウヤ川（Gauja、エストニア語とリトアニア語では Koiva）は、ラトビアで最も長い河。全長452km。

## 概要
ツェーシスの約30キロ南に水源がある。水源から東へと流れ、のち北上してエストニアとの国境（ヴァルカ、ヴァルガ）近くへと至る。その後南西へと向かい、ガウヤ国立公園へと入り、ツェーシス、スィグルダ付近を経て、リーガの北方からリーガ湾に注ぐ。
スィグルダ付近では渓谷を形成しており、スィグルダと対岸のトゥライダの間でロープウェイが運行している。